# Meldes
Les Meldes (latinisé en Meldi) étaient un peuple celte, dont le territoire se situait dans l’actuelle région Île-de-France, sur la Marne. Leur capitale, Iantinum, était à l’emplacement de la ville de Meaux actuelle, à laquelle ils ont laissé leur nom. Ils avaient pour voisins les Suessions — dont ils auraient été les clients — au nord, les Parisii à l’ouest, les Sénons au sud et les Catalauni à l’est.

## Protohistoire

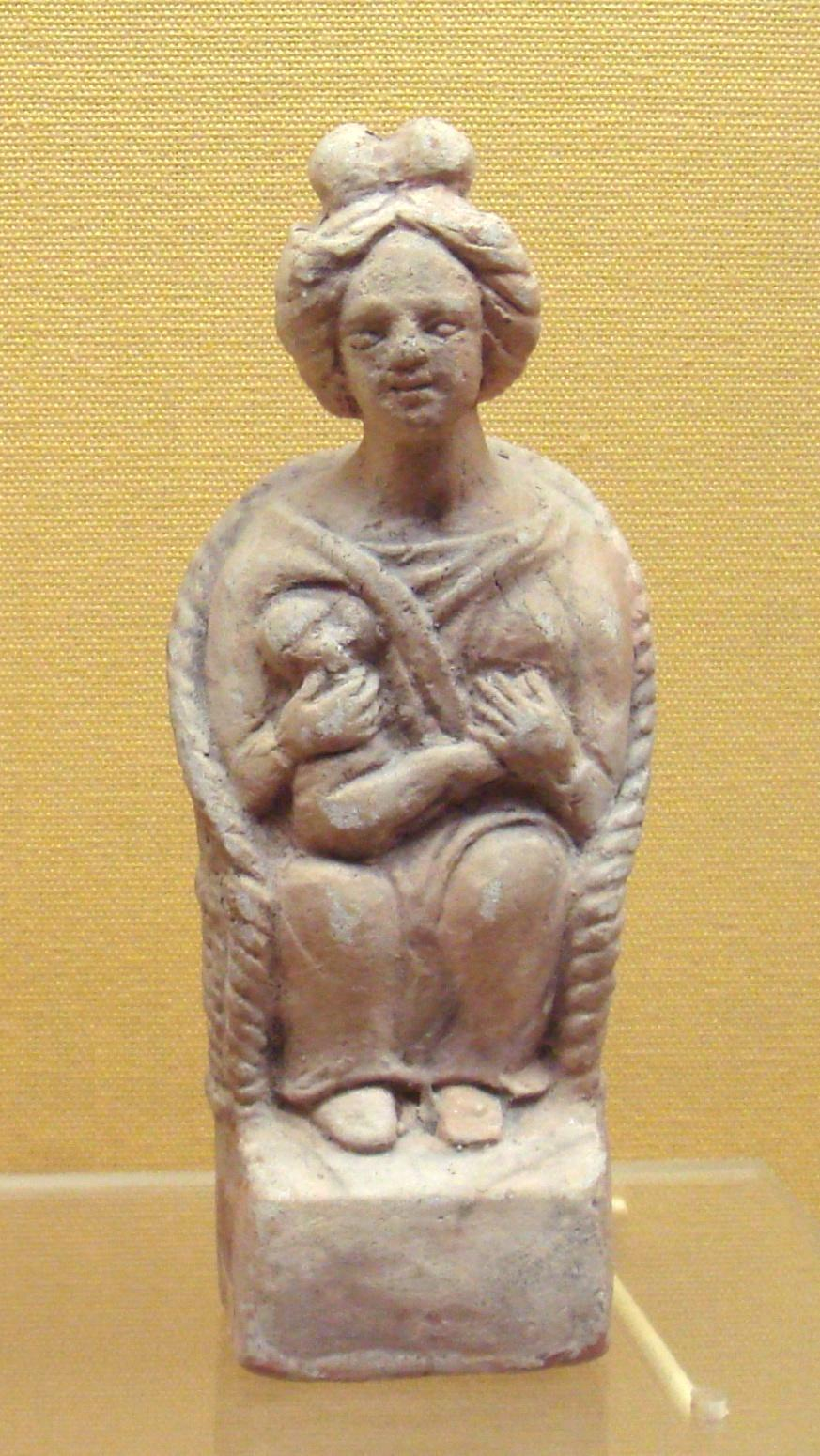
Dea Matrona, déesse de la Marne.

Les Meldes nous sont connus par une mention de Jules César dans ses Commentaires sur la Guerre des Gaules, quand il prépare l’invasion de l’île de Bretagne, en 54 av. J.-C. C’est chez les Meldes qu’il aurait fait construire soixante navires pour traverser la Manche.
«  Ces affaires une fois réglées, César se rend à Portus Itius avec ses légions. Là, il apprend que soixante navires, qui avaient été construits chez les Meldes[Information douteuse], ont été rejetés par la tempête, et, incapables de tenir leur route, ont dû revenir à leur point de départ ; quant aux autres, il les trouve prêts à naviguer et pourvus de tout le nécessaire. La cavalerie de toute la Gaule se rassemble là, forte de quatre mille chevaux, avec les chefs de toutes les nations ; César avait résolu de n’en laisser en Gaule qu’un tout petit nombre, ceux dont il était sûr, et d’emmener les autres comme otages, parce qu’il craignait un soulèvement de la Gaule en son absence. »
— Jules César, Commentaires sur la Guerre des Gaule, Livre V, 5.
Michel Toussaint Chrétien Du Plessis, au XVIIIe siècle, considère ce passage comme corrompu. Néanmoins, il cite Strabon et Pline qui font mention des peuples de Meaux qu'ils appellent Meldi.

## Sources
- Venceslas Kruta, Les Celtes, Histoire et Dictionnaire, Éditions Robert Laffont, coll. « Bouquins », Paris, 2000,  (ISBN 2-7028-6261-6).
- John Haywood (intr. Barry Cunliffe, trad. Colette Stévanovitch), Atlas historique des Celtes, éditions Autrement, Paris, 2002,  (ISBN 2-7467-0187-1).
- Consulter aussi la bibliographie sur les Celtes et la bibliographie de la mythologie celtique.

Wikisource
- Jules César, Commentaires sur la Guerre des Gaules, Livre V